# 蒂基西奧
蒂基西奧是哥倫比亞的城鎮，位於該國北部，由玻利瓦省負責管轄，距離首府卡塔赫納340公里，面積758平方公里，海拔高度24米，2005年人口18,714。
8°34′N 74°16′W / 8.567°N 74.267°W